# Andrew MacDonald
Pour les articles homonymes, voir MacDonald.
Ne doit pas être confondu avec Andrew Macdonald.
Andrew MacDonald (né le 7 septembre 1986 à Judique, dans la province de la Nouvelle-Écosse au Canada) est un joueur professionnel canadien de hockey sur glace. Il évolue au poste de défenseur.

## Biographie
MacDonald est repêché par les Islanders de New York au 160e rang du repêchage d'entrée dans la LNH 2006 alors qu'il joue pour les Wildcats de Moncton dans la Ligue de hockey junior majeur du Québec (LHJMQ). À sa première saison avec les Wildcats, en 2005-2006, il aide son équipe à remporter les séries de la Coupe du président.
Il joue une autre saison dans la LHJMQ en 2006-2007 avant de faire ses débuts professionnels avec les Sound Tigers de Bridgeport dans la Ligue américaine de hockey (LAH) en jouant trois matchs lors de cette même saison. Il fait ses premiers coups de patin dans la Ligue nationale de hockey en jouant trois matchs avec les Islanders lors de la saison 2008-2009.
Il joue plus de matchs avec les Islanders la saison suivante en étant aligné à 46 parties et inscrit son premier but dans la ligue nationale le 17 décembre 2009 contre les Rangers de New York. Le 25 février 2010, il prolonge son contrat avec les Islanders pour quatre ans.
En 2012-2013, alors qu'un lock-out paralyse la LNH, il part jouer pour le HC Energie Karlovy Vary au championnat de République tchèque, l'Extraliga. Il joue 21 matchs avec l'équipe tchèque avant de retourner en janvier 2013 aux Islanders après la fin de la grève.
Le 4 mars 2014, il est échangé en cours de saison 2013-2014 aux Flyers de Philadelphie contre Matt Mangene, un choix de troisième tour au repêchage de 2014 et un choix de deuxième tour pour 2015. Le 15 avril, il accepte un contrat de six ans pour un montant de 30 millions de dollars avec les Flyers.

## Statistiques
| Saison     | Équipe                     | Ligue          |     | Saison régulière | Saison régulière | Saison régulière | Saison régulière | Saison régulière |   | Séries éliminatoires | Séries éliminatoires | Séries éliminatoires | Séries éliminatoires | Séries éliminatoires |
| Saison     | Équipe                     | Ligue          | PJ  | B                | A                | Pts              | Pun              | PJ               | B | A                    | Pts                  | Pun                  |                      |                      |
| 2003-2004  | Bearcats de Truro          | LMHJA          | 90  | 8                | 20               | 28               | 43               | -                | - | -                    | -                    | -                    |                      |                      |
| 2004-2005  | Bearcats de Truro          | LMHJA          | 56  | 11               | 22               | 33               | 60               | -                | - | -                    | -                    | -                    |                      |                      |
| 2005-2006  | Wildcats de Moncton        | LHJMQ          | 68  | 6                | 40               | 46               | 62               | 21               | 2 | 11                   | 13                   | 10                   |                      |                      |
| 2006       | Wildcats de Moncton        | C. Memorial    | 5   | 0                | 1                | 1                | 2                | -                | - | -                    | -                    | -                    |                      |                      |
| 2006-2007  | Wildcats de Moncton        | LHJMQ          | 65  | 14               | 44               | 58               | 81               | 7                | 1 | 5                    | 6                    | 4                    |                      |                      |
| 2006-2007  | Sound Tigers de Bridgeport | LAH            | 3   | 0                | 0                | 0                | 0                | -                | - | -                    | -                    | -                    |                      |                      |
| 2007-2008  | Sound Tigers de Bridgeport | LAH            | 21  | 2                | 3                | 5                | 10               | -                | - | -                    | -                    | -                    |                      |                      |
| 2007-2008  | Grizzlies de l'Utah        | ECHL           | 38  | 1                | 11               | 12               | 39               | 15               | 3 | 9                    | 12                   | 12                   |                      |                      |
| 2008-2009  | Sound Tigers de Bridgeport | LAH            | 69  | 9                | 23               | 32               | 46               | 5                | 1 | 1                    | 2                    | 4                    |                      |                      |
| 2008-2009  | Islanders de New York      | LNH            | 3   | 0                | 0                | 0                | 2                | -                | - | -                    | -                    | -                    |                      |                      |
| 2009-2010  | Islanders de New York      | LNH            | 46  | 1                | 6                | 7                | 20               | -                | - | -                    | -                    | -                    |                      |                      |
| 2009-2010  | Sound Tigers de Bridgeport | LAH            | 21  | 2                | 6                | 8                | 29               | 5                | 3 | 1                    | 4                    | 10                   |                      |                      |
| 2010-2011  | Islanders de New York      | LNH            | 60  | 4                | 23               | 27               | 37               | -                | - | -                    | -                    | -                    |                      |                      |
| 2011-2012  | Islanders de New York      | LNH            | 75  | 5                | 14               | 19               | 26               | -                | - | -                    | -                    | -                    |                      |                      |
| 2012-2013  | HC Karlovy Vary            | Extraliga tch. | 21  | 1                | 4                | 5                | 10               | -                | - | -                    | -                    | -                    |                      |                      |
| 2012-2013  | Islanders de New York      | LNH            | 48  | 3                | 9                | 12               | 20               | 4                | 0 | 0                    | 0                    | 4                    |                      |                      |
| 2013-2014  | Islanders de New York      | LNH            | 63  | 4                | 20               | 24               | 34               | -                | - | -                    | -                    | -                    |                      |                      |
| 2013-2014  | Flyers de Philadelphie     | LNH            | 19  | 0                | 4                | 4                | 16               | 7                | 1 | 1                    | 2                    | 8                    |                      |                      |
| 2014-2015  | Flyers de Philadelphie     | LNH            | 58  | 2                | 10               | 12               | 41               | -                | - | -                    | -                    | -                    |                      |                      |
| 2015-2016  | Phantoms de Lehigh Valley  | LAH            | 43  | 5                | 31               | 36               | 30               | -                | - | -                    | -                    | -                    |                      |                      |
| 2015-2016  | Flyers de Philadelphie     | LNH            | 28  | 1                | 7                | 8                | 6                | 6                | 1 | 0                    | 1                    | 2                    |                      |                      |
| 2016-2017  | Flyers de Philadelphie     | LNH            | 73  | 2                | 16               | 18               | 26               | -                | - | -                    | -                    | -                    |                      |                      |
| 2017-2018  | Flyers de Philadelphie     | LNH            | 66  | 6                | 15               | 21               | 30               | 6                | 2 | 0                    | 2                    | 6                    |                      |                      |
| 2018-2019  | Flyers de Philadelphie     | LNH            | 47  | 0                | 9                | 9                | 18               | -                | - | -                    | -                    | -                    |                      |                      |
| 2019-2020  | CP Berne                   | LNA            | 15  | 0                | 1                | 1                | 12               | -                | - | -                    | -                    | -                    |                      |                      |
| Totaux LNH | Totaux LNH                 | Totaux LNH     | 586 | 28               | 133              | 161              | 276              | 23               | 4 | 1                    | 5                    | 20                   |                      |                      |

## Trophées et honneurs personnels
- 2005-2006 : champion de la Coupe du président avec les Wildcats de Moncton.
- 2006-2007 : nommé dans la première équipe d'étoiles de la LHJMQ.
- 2008-2009 : participe au Match des étoiles de la LAH.
- 2009-2010 : participe au Match des étoiles de la LAH.